# Нагловіце (гміна)
Гміна Наґловіце (пол. Gmina Nagłowice) — сільська гміна у східній Польщі. Належить до Єнджейовського повіту Свентокшиського воєводства.
Станом на 31 грудня 2011 у гміні проживало 5209 осіб.

## Територія
Згідно з даними за 2007 рік площа гміни становила 117.30 км², у тому числі:
- орні землі: 69.00%
- ліси: 23.00%

Таким чином, площа гміни становить 9.33% площі повіту.

## Населення
Станом на 31 грудня 2011:
| Опис     | Загалом | Загалом | Чоловіки | Чоловіки | Жінки | Жінки |
| -------- | ------- | ------- | -------- | -------- | ----- | ----- |
| одиниця  | осіб    | %       | осіб     | %        | осіб  | %     |
| все      | 5209    | 100     | 2608     | 50.07    | 2601  | 49.93 |
| міське   | 0       | 100     | 0        |          | 0     |       |
| сільське | 5209    | 100     | 2608     | 50.07    | 2601  | 49.93 |

## Сусідні гміни
Гміна Нагловіце межує з такими гмінами: Єнджеюв, Москожев, Окса, Радкув, Сендзішув, Слупія.